# Radara apicalis
Radara apicalis là một loài bướm đêm trong họ Noctuidae.